# Deutsche Einband-Meisterschaft 2011/12

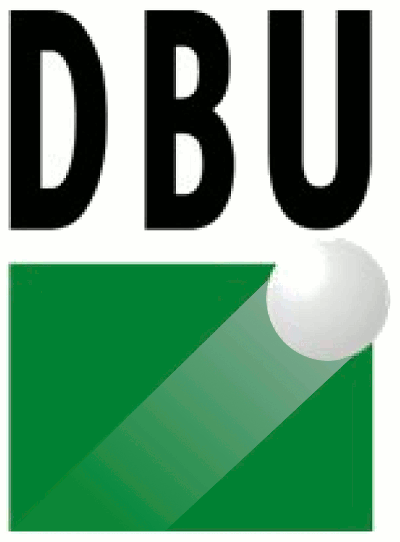
Verbandslogo: DBU

Veranstaltungsort: Bad Wildungen

Die Deutsche Einband-Meisterschaft 2011/12 ist eine Billard-Turnierserie und fand am 9. und 10. November 2011 in Bad Wildungen zum 58. Mal statt.

## Geschichte
Seinen im Jahr zuvor verloren Titel holte sich der Münchener Wolfgang Zenkner zurück. Im Finale besiegte er seinen langjährigen Herausforderer Thomas Wildförster mit 100:51 in elf Aufnahmen. Es war die achte Endspielpaarung der beiden, wovon Zenkner sieben gewann. Platz drei teilten sich Sven Daske und Axel Büscher.
Die kompletten Ergebnisse stammen aus eigenen Unterlagen und der österreichischen Billardzeitung Billard.

## Modus
Gespielt wurde in zwei Vierergruppen bis 100 Punkte oder 20 Aufnahmen. Die zwei Gruppenbesten kamen danach in die K.-o.-Spiele des Halbfinales. Ab hier wurde bis 100 Punkte ohne Aufnahmenbegrenzung gespielt.
Die Endplatzierung ergab sich aus folgenden Kriterien:
1. Matchpunkte (MP)
2. Generaldurchschnitt (GD)
3. Bester Einzeldurchschnitt (BED)
4. Höchstserie (HS)

## Teilnehmer (alphabetisch)
1. Markus Dömer (BSC Essen), Titelverteidiger
2. Axel Büscher (Bergisch-Gladbacher BC)
3. Sven Daske (BF LZ Schiffweiler)
4. Carsten Lässig (BG Coesfeld)
5. Arnd Riedel (BC Wedel)
6. Olaf Röber (BSV Langenfeld)
7. Thomas Wildförster (BC Hilden)
8. Wolfgang Zenkner (BC München)

### Gruppenphase
| Platz                     | Name         | MP  | Pkte. | Aufn. | GD   | BED  | HS |
| ------------------------- | ------------ | --- | ----- | ----- | ---- | ---- | -- |
| 1                         | Sven Daske   | 4:2 | 215   | 52    | 4,13 | 8,33 | 37 |
| 2                         | Axel Büscher | 4:2 | 192   | 51    | 3,76 | 2,80 | 37 |
| 3                         | Markus Dömer | 2:4 | 188   | 36    | 5,22 | 9,09 | 46 |
| 4                         | Arnd Riedel  | 2:4 | 175   | 53    | 3,30 | 7,69 | 30 |
| Gruppendurchschnitt: 4,01 |              |     |       |       |      |      |    |

| Platz                     | Name               | MP  | Pkte. | Aufn. | GD   | BED   | HS |
| ------------------------- | ------------------ | --- | ----- | ----- | ---- | ----- | -- |
| 1                         | Wolfgang Zenkner   | 6:0 | 300   | 35    | 8,57 | 12,50 | 43 |
| 2                         | Thomas Wildförster | 4:2 | 271   | 37    | 7,32 | 7,69  | 38 |
| 3                         | Carsten Lässig     | 2:4 | 214   | 41    | 5,22 | 5,55  | 27 |
| 4                         | Olaf Röber         | 0:6 | 139   | 49    | 2,83 | –     | 17 |
| Gruppendurchschnitt: 5,70 |                    |     |       |       |      |       |    |

### Finalrunde
| 1. Halbfinale    |     |     |    |      |      |    |
| Wolfgang Zenkner | 2:0 | 100 | 17 | 5,88 | 5,88 | 35 |
| Axel Büscher     | 0:2 | 68  | 17 | 4,00 | –    | 19 |

| 2. Halbfinale      |     |     |    |      |      |    |
| Sven Daske         | 0:2 | 30  | 11 | 2,72 | –    | 10 |
| Thomas Wildförster | 2:0 | 100 | 11 | 9,09 | 9,09 | 24 |

| Finale             |     |     |    |      |      |    |
| Wolfgang Zenkner   | 2:0 | 100 | 11 | 9,09 | 9,09 | 41 |
| Thomas Wildförster | 0:2 | 51  | 11 | 4,63 | –    | 19 |

## Abschlusstabelle
| MP    | Match Punkte (Sieger = 2; Unentschieden = 1; Verlierer = 0) |
| SV    | Satzverhältnis (nur bei Turnieren im Satzsystem)            |
| Pkte. | Erzielte Karambolagen                                       |
| Aufn. | benötigte Aufnahmen                                         |
| GD    | Generaldurchschnitt                                         |
| MGD   | Mannschafts-Generaldurchschnitt                             |
| BED   | Bester Einzeldurchschnitt eines Spielers                    |
| BEMD  | Bester Einzeldurchschnitt einer Mannschaft                  |
| BSD   | Bester Satzdurchschnitt eines Spielers                      |
| HS    | Höchstserie                                                 |
| WRP   | Weltranglistenpunkte                                        |

| Klassement                | Klassement | Klassement         | Klassement | Klassement | Klassement | Klassement | Klassement | Klassement | Klassement |
| Phase                     | Platz      | Name               | MP         | Pkt.       | Aufn.      | GD         | BED        | HS         |            |
| ------------------------- | ---------- | ------------------ | ---------- | ---------- | ---------- | ---------- | ---------- | ---------- | ---------- |
| Finale                    | 1          | Wolfgang Zenkner   | 10:0       | 500        | 63         | 7,93       | 12,50      | 43         |            |
| Finale                    | 2          | Thomas Wildförster | 6:4        | 422        | 59         | 7,15       | 9,09       | 38         |            |
| Halb- finale              | 3          | Sven Daske         | 4:4        | 245        | 63         | 3,88       | 8,33       | 37         |            |
| Halb- finale              | 3          | Axel Büscher       | 4:4        | 260        | 68         | 3,82       | 2,80       | 37         |            |
| Gruppen- phase            | 5          | Markus Dömer       | 2:4        | 188        | 36         | 5,22       | 9,09       | 46         |            |
| Gruppen- phase            | 6          | Carsten Lässig     | 2:4        | 214        | 41         | 5,22       | 5,55       | 27         |            |
| Gruppen- phase            | 7          | Arnd Riedel        | 2:4        | 175        | 53         | 3,30       | 7,69       | 30         |            |
| Gruppen- phase            | 8          | Olaf Röber         | 0:6        | 139        | 49         | 2,83       | –          | 17         |            |
| Turnierdurchschnitt: 4,96 |            |                    |            |            |            |            |            |            |            |